# Trichopria credne
Trichopria credne är en stekelart som beskrevs av Nixon 1980. Trichopria credne ingår i släktet Trichopria, och familjen hyllhornsteklar. Arten är reproducerande i Sverige.